# Mangalocypria africana
Mangalocypria africana is een mosselkreeftjessoort uit de familie van de Candonidae. De wetenschappelijke naam van de soort is voor het eerst geldig gepubliceerd in 1998 door Wouters.